# 484 до н. е.

## Події
- повстання рабів в Селінунті.

## Померли
- Шаріпутра - патріарх буддизму, один з двох головних учнів Будди Шак'ямунді